# 竹叶蕉
竹叶蕉（学名：Donax canniformis），又名蘭嶼竹芋，为竹芋科竹叶蕉属下的一种多年生直立草本，高在1至2米之間，生長于陰濕之処，有清热解毒、止咳定喘的功效，入藥可治咳嗽、哮喘等。竹芋為常見觀葉植物，然台灣原生竹芋只有一種，即蘭嶼竹芋，在台灣主要分布於蘭嶼島上。蘭嶼竹芋的綠色葉片與一般葉脈多變色彩豐富神奇的竹芋不同，單純到完全不像同類的植物。不過蘭嶼竹芋自有其特色，成對頂生的小白花由與花瓣同色的萼片以及異化成花瓣的雄蕊組成，非常奇特引人。此外，蘭嶼人有將其枝幹編織成籃子等器具的傳統。

## 圖片

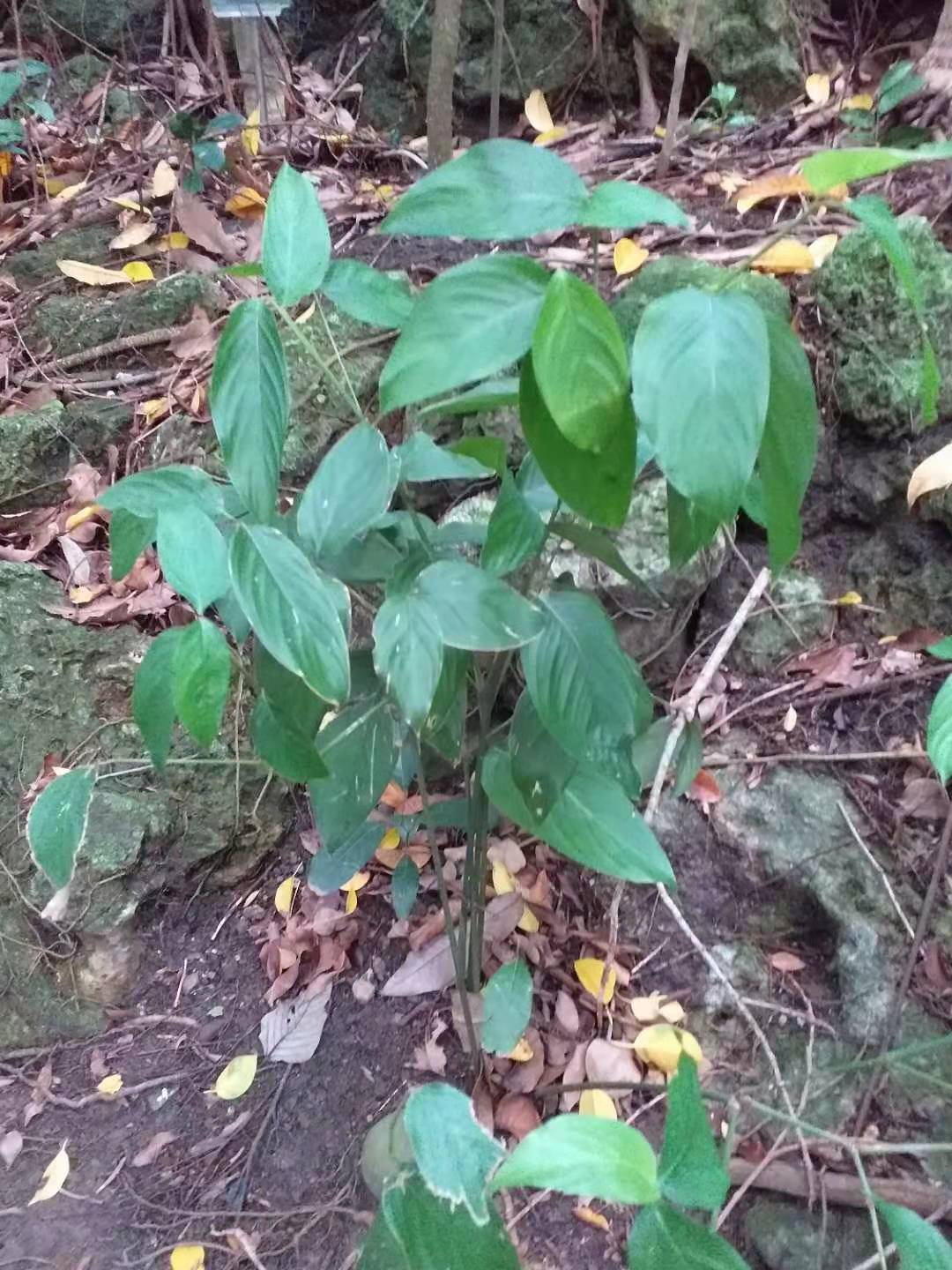
植株
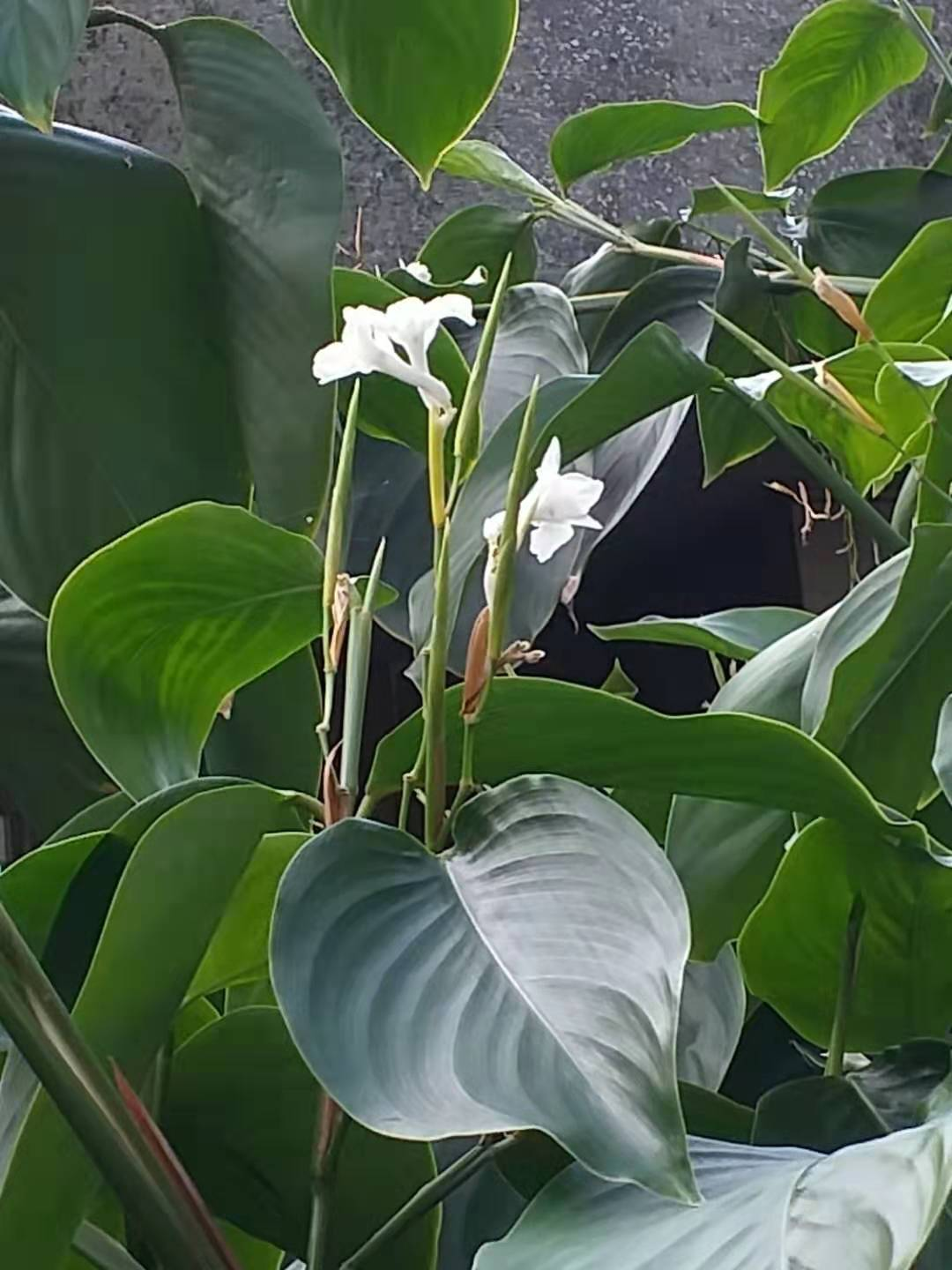
花序
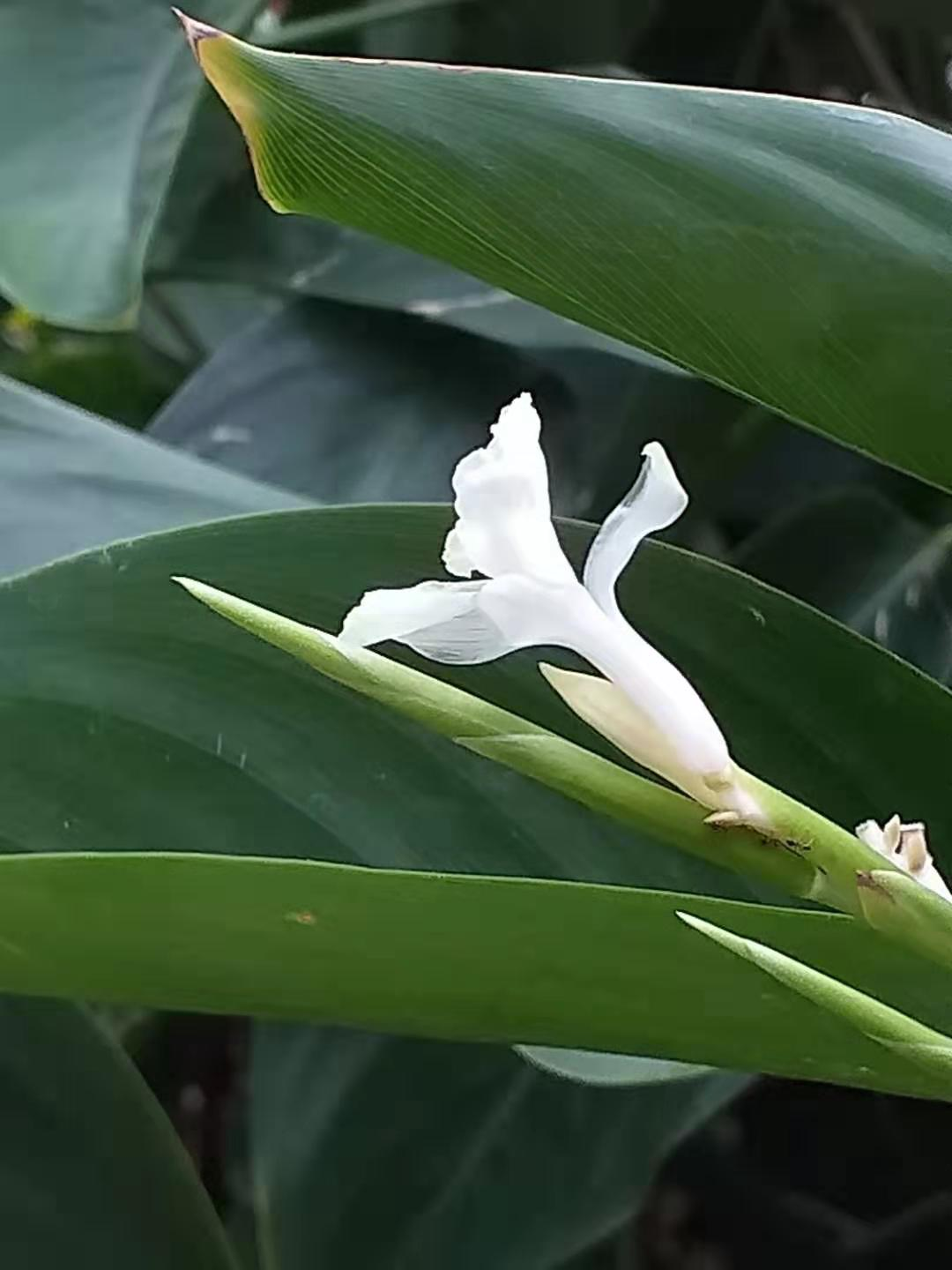
花與花苞
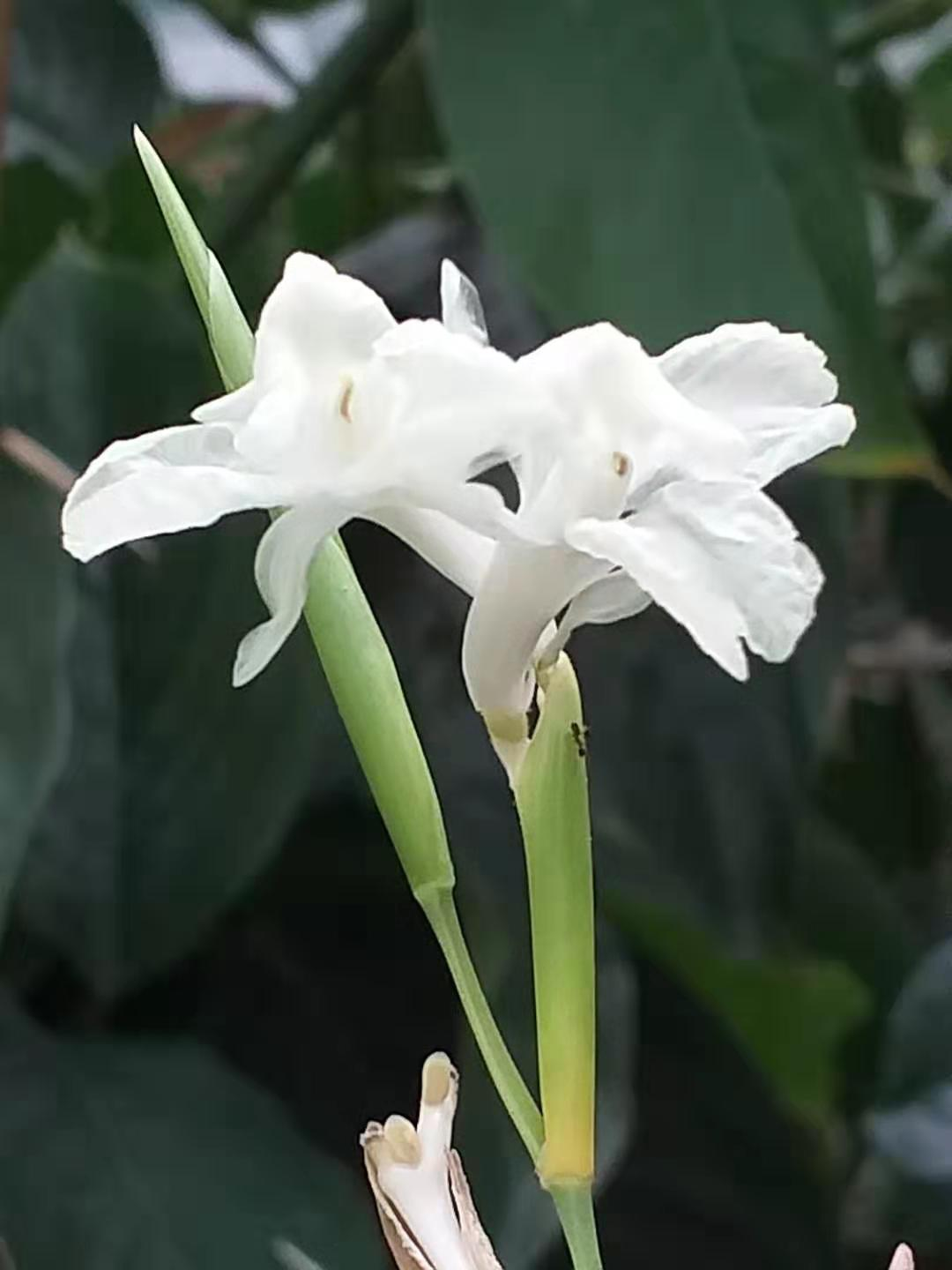
對生花